# Oberer Totpunkt

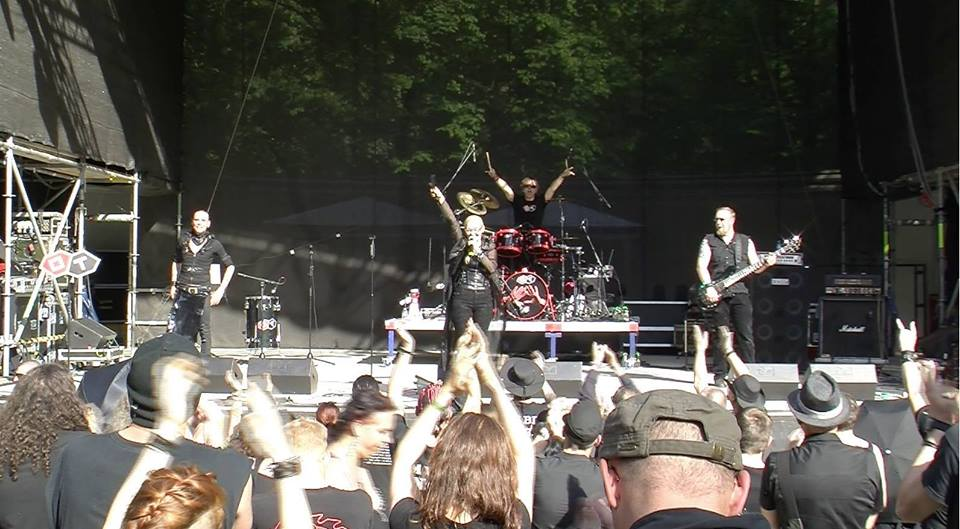
Al Wave Gotik Treffen 2014, Parkbühne Leipzig

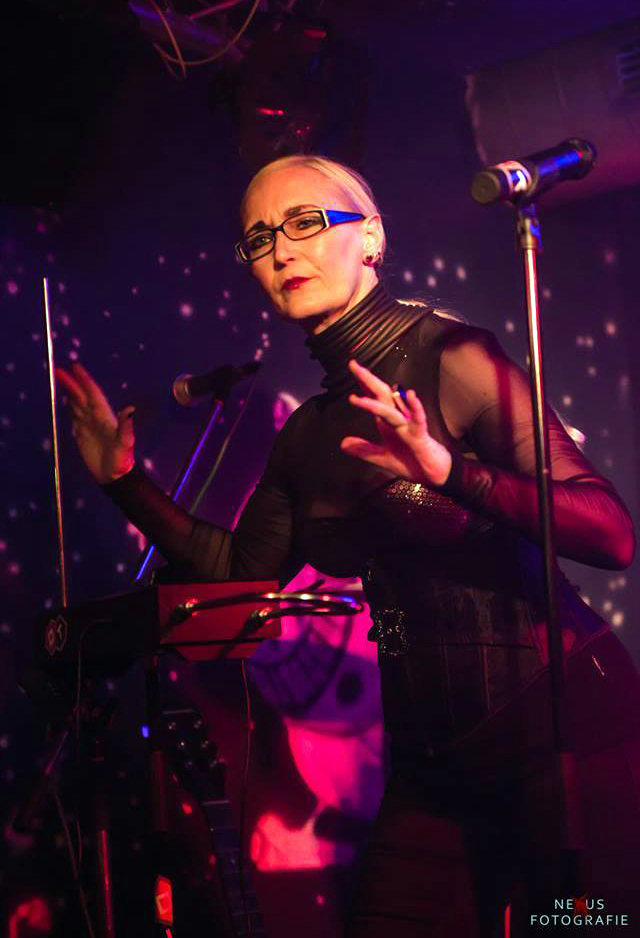
Bettina Bormann al Moog-Theremin, Campus Noir (2017) Foto: Nexus Photography

Gli Oberer Totpunkt sono un gruppo musicale tedesco di musica elettronica, originatosi a Amburgo.
Il nome del gruppo Oberer Totpunkt (in italiano punto morto superiore, abbreviato in PMS) si riferisce al punto più alto raggiunto dal pistone del primo cilindro del motore a combustione interna durante la fase di compressione, ovvero il punto in cui è più vicino alla testata e di estrema importanza nella messa in fase del motore.

## Stile musicale
Gli Oberer Totpunkt combinano diversi stili musicali, tra i quali Crossover-Dark-Rock, EBM e minimal wave, con dei testi apocalittici, basati su storie dell'orrore e che trattano della crudeltà umana, recitati dalla front woman Bettina Bormann, nei quali le parole assumono maggior rilievo.
L'etichetta Danse Macabre identifica e commercializza gli Oberer Totpunkt come rappresentanti del movimento musicale tedesco, fortemente letterario, che si sviluppò alla fine degli anni '80, ovvero la "Neuen Deutschen Todeskunst". Influenze importanti per lo stile del gruppo includono l'EBM, la musica di Richard Wagner e il genere musicale drum and bass. Inoltre, nell'album Erde Ruft è presente una traccia hip-hop. Dal 2007, nei live e in alcuni brani, Bettina Bormann utilizza il Theremin, uno strumento musicale elettronico, prodotto dalla società statunitense Moog Music. Oltre a tali strumenti elettronici, la band utilizza anche strumenti acustici.
La discografia degli Oberer Totpunkt comprende concept album in cui le canzoni ruotano attorno a dei concetti chiave: i temi principali dei primi due album sono la stampa e la religione; per il terzo album, Stiller Zoo, sono state d'ispirazione le fiabe e le leggende messe in relazione con la realtà; l'album Desiderat (2014) è incentrato sui desideri; infine, l'ultimo album Neurosen blühen, del 2017, tratta del sentimento di disagio nella cultura, la quale diviene il terreno fertile per nevrosi e paure.

## Formazione

### Formazione attuale
- Bettina Bormann – voce (2006-presente)
- Michael Krüger – batteria (2006-presente)
- Stefan Frost – chitarra, basso (2006-presente)
- Denis Scheither – tastiera, basso, voce (2006-presente)
- Dirk Jordan – performance art (2017-presente)

### Ex componenti
- David Nesselhauf – basso (2008-2013)
- Gunther Laudahn – chitarra (2010-2013)
- Angelus R. Bleischwitz – danza (2010-2017)

## Discografia

### Album in studio
- 2007 – 10 Grad vor OT (Brainsmash Records)
- 2009 – Erde ruft (Danse Macabre)
- 2010 – Stiller Zoo (Danse Macabre)
- 2014 – Desiderat (Danse Macabre)
- 2017 – Neurosen blühen (Danse Macabre)

### Singoli
- 2009 – Großstadtalptraum (Zillo)
- 2009 – Morituri (Danse Macabre)
- 2012 – Langfristig gesehen sind wir alle tot (Golden Core)
- 2013 – Illusion (German Version) (Danse Macabre)
- 2015 – Rosemarie